# Ochandiano
Ochandiano (oficialmente en euskera: Otxandio) es una villa y municipio de la provincia de Vizcaya, País Vasco, España. Perteneciente a la comarca del Duranguesado con una población de 1295 habitantes según los datos del INE correspondientes al año 2017. La extensión del municipio es de 12,43 km². Pertenece al partido judicial de Durango y aun siendo un municipio vizcaíno, también lo hace al Área funcional de Vitoria - Álava Central.
Ochandiano se sitúa ya en la vertiente mediterránea de la comarca del Duranguesado, en el lado sur del puerto de Urquiola. Parte de su territorio forma parte del parque natural de Urkiola en el camino que une el Duranguesado y la costa cantábrica con la llanada alavesa y la meseta castellana.
En Ochandiano se habla la variedad vizcaína del euskera, que Louis Lucien Bonaparte clasificó en 1863 como subdialecto occidental y variedad de Ochandiano. La lengua vasca es la más empleada por la población de la villa aunque el español es muy frecuente.

## Toponimia
El nombre del pueblo aparece documentado por primera vez en el siglo XII como Ochandio en el fuero que otorgó Sancho el Sabio de Navarra al Duranguesado. El villazgo le sería concedido a la localidad a comienzos del siglo XIII.
Ochandiano, en euskera Otxandio, es un antropónimo de los formados por un nombre, unido al sufijo "-ano", que parece de origen latino. Según filólogos como Julio Caro Baroja o L. M. Mujika los topónimos vascos que acaban en la terminación "-ano" son en su mayor parte fruto de la evolución del sufijo latino "-anum". En origen, este sufijo "-anum" solía ir unido a un nombre propio e indicaba una propiedad de carácter rústico. En el caso de Ochandiano, el nombre que aparece en el topónimo parece ser Ochoa Handia, nombre vasco que se puede traducir como "el gran Lobo" o "Lope el Grande". Quizás el nombre podría estar relacionado con alguno de los Señores de Vizcaya, que llevaron el nombre de Lope. Ochandiano ha sido durante siglos la puerta de entrada y salida de Vizcaya.
El actual nombre vasco y oficial de la población, Otxandio, es fruto, por un lado de la evolución fonética del primitivo Ochandiano, habiéndose perdido la "n" intervocálica (un fenómeno común acontecido en el euskera de los últimos siglos): Ochandiano -> Ochandiao -> Ochandio; y por otro lado de la adaptación del topónimo a las modernas reglas ortográficas del euskera: Ochandio -> Otxandio. En castellano se ha conservado la variante más antigua del nombre como nombre formal de la localidad.
En 1984 el ayuntamiento modificó el nombre oficial del municipio que pasó de ser Ochandiano a Otxandio. Fue publicado en el BOE en 1989.
El gentilicio es otxandiarra.

## Geografía

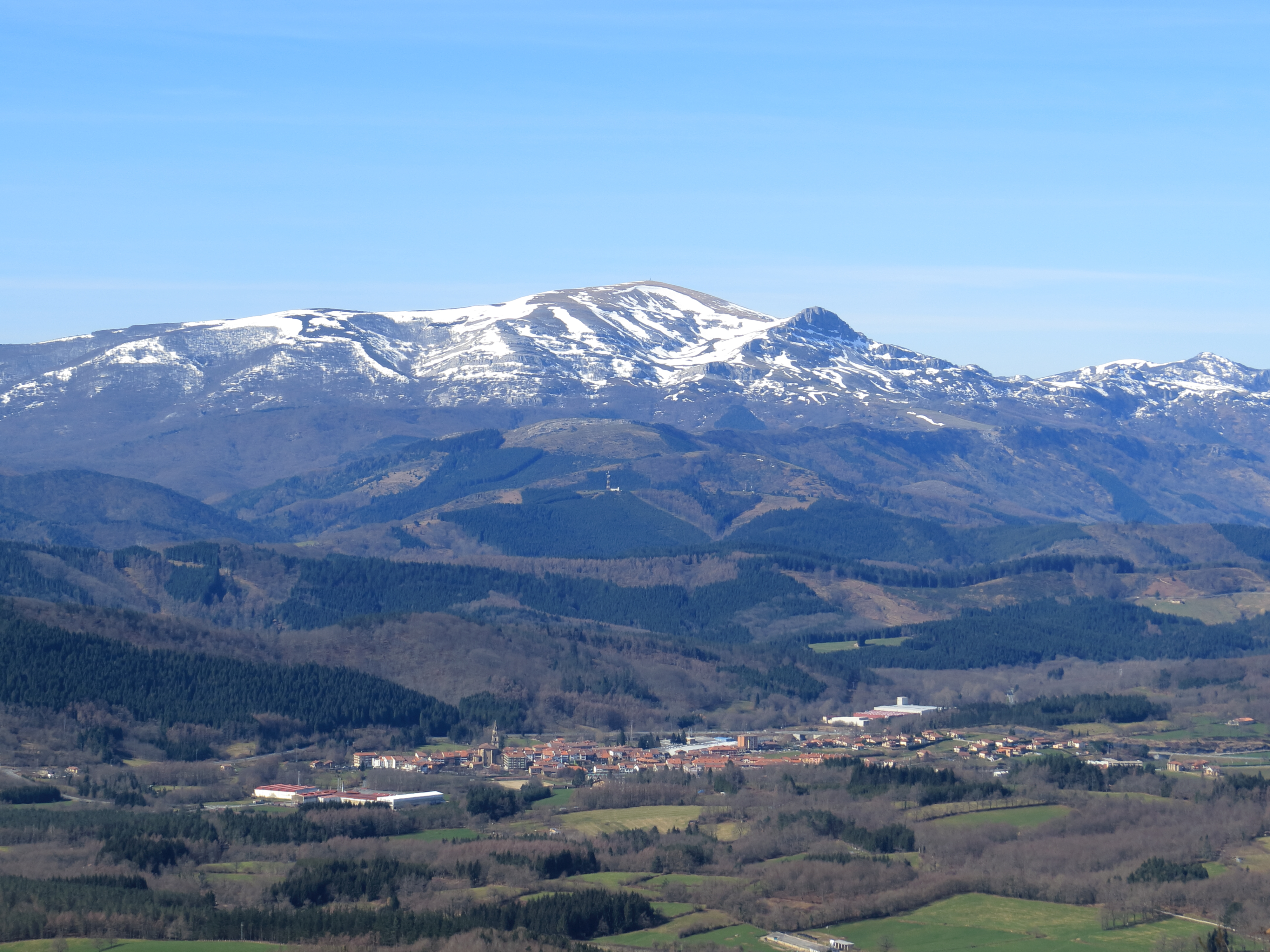
Otxandio con el monte Gorbea en el fondo

Ochandiano se sitúa en la vertiente mediterránea de Vizcaya, en su parte meridional en el límite con Álava, en las tierras altas que enlazan la sierra del Gorbea con la de Anboto situándose al pie de este y del paraje de Urkiola, de cuyo parque natural forma parte.
Se sitúa a una altitud de 549 metros sobre el nivel del mar en una llanura mesetaria que recorre el río Urkiola de norte a sur.

### Comunicaciones
La vía de comunicación principal es la carretera BI-623 que une la capital alavesa, Vitoria, con Durango. La BI-3542 une la villa con Dima enlazándola con la N-240 Bilbao - Vitoria y con la autopista AP-1.
La distancia entre el municipio y la capital vizcaína es de 46 km mientras que con Durango, la cabeza de la comarca, le separan 20 km y a Vitoria 25 km por lo que la relación con la capital alavesa es muy grande.
Por carreteras locales se enlaza con Mekoleta, y por un pequeño ramal comunica con el barrio de Olaeta (Aramayona).
La estación de ferrocarril más próxima es la de Urbina (Álava), a 10 km.
Ochandiano limita con los siguientes municipios, al norte con Abadiño y Dima, en Vizcaya y Aramayona en Álava; al sur Villarreal de Álava (Álava); al este con Aramayona (Álava) y al oeste con Dima y Ubidea.

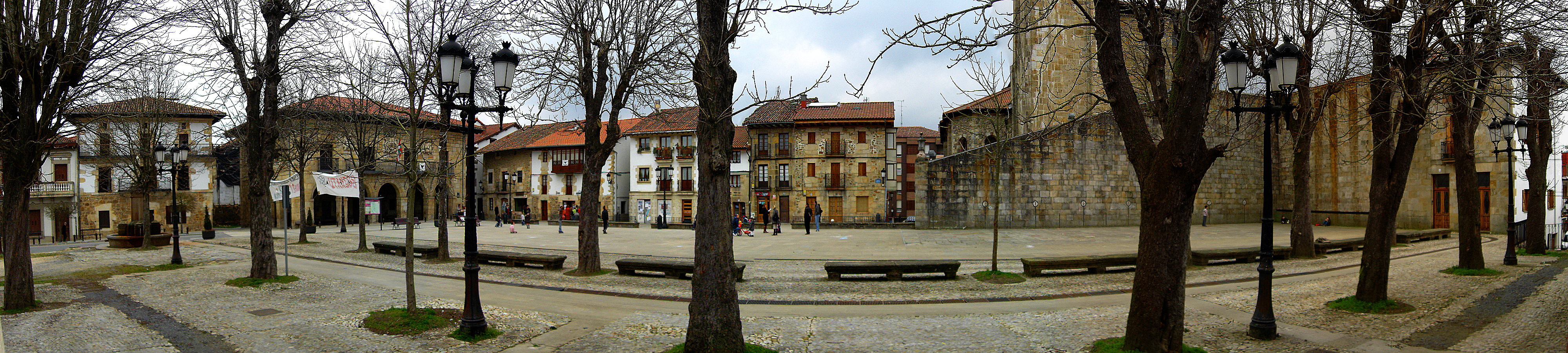
Vista general de plaza Herriko

### Hidrografía
La villa de Ochandiano se sitúa en la vertiente mediterránea de Vizcaya, en un territorio que hace de puente entre los macizos del Amboto y del Gorbea.
Situada a una altitud que oscila entre 794 y 500 metros sobre el nivel del mar. El principal río que recorre el valle es el río Urkiola, afluente del Zadorra, completando el sistema hídrico sus afluentes, principales el Iñola y el Olaeta, todos ellos de la cuenca del Ebro.
Cerca del núcleo de la villa se encuentra el monte Motxotegi de 819 metros de altitud. Pero las cumbre principal es la del Amboto, de 1.331 metros, y sus hermanas del parque natural de Urkiola muy cercano al municipio pero sin que Ochandiano tome parte en él.

### Clima
Ochandiano tiene un clima frío (se ha llegado a decir que su nombre podría provenir de "hotz" = "frío" y "andi" = "grande") y lluvioso.

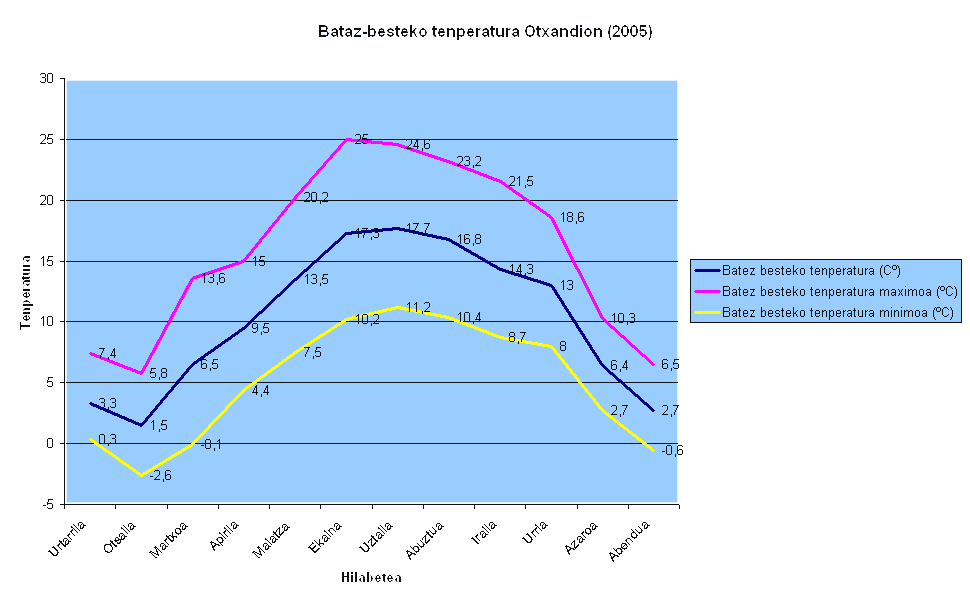
Temperaturas medias en Ochandiano

### Medio ambiente

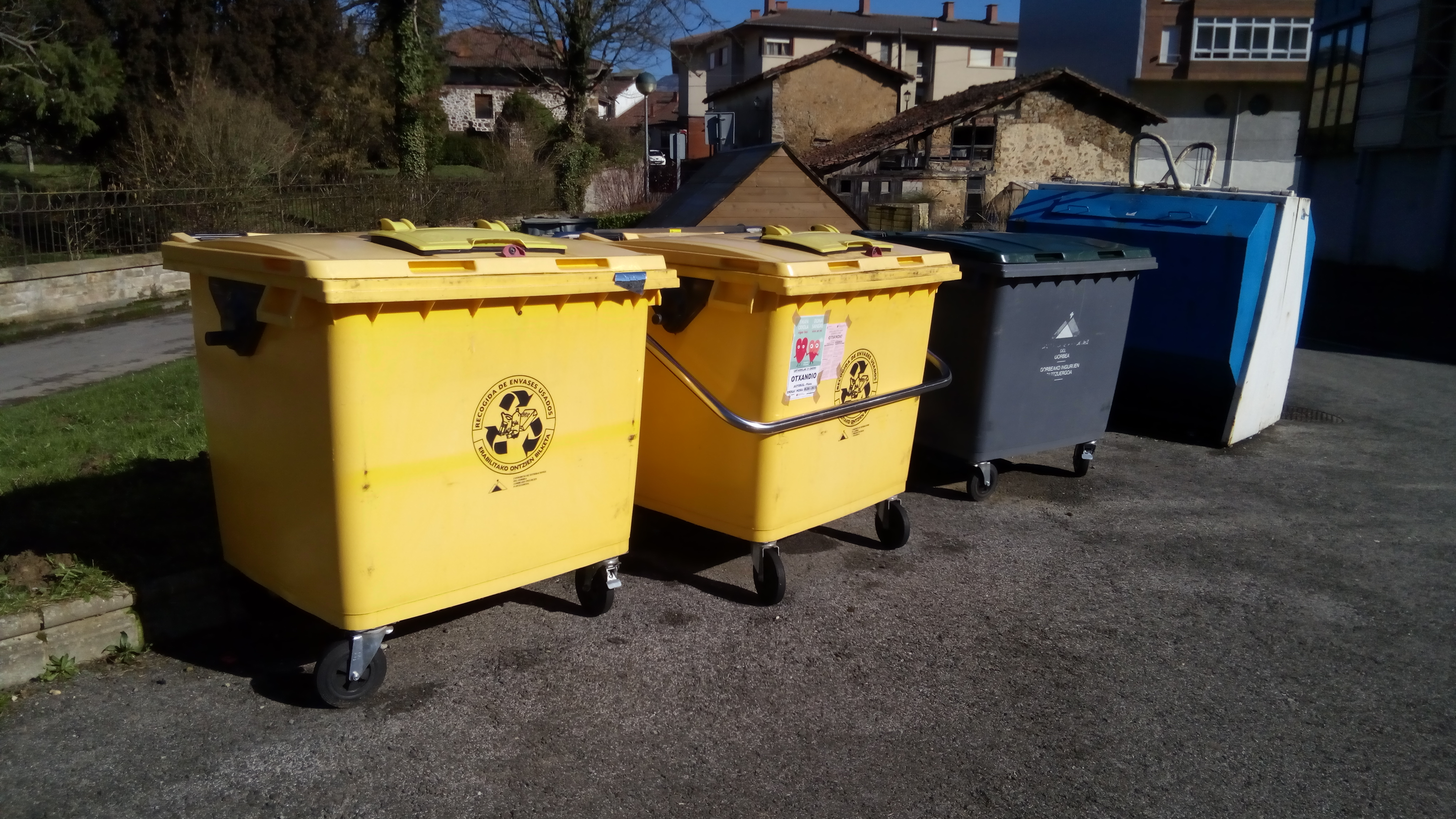
Contenedores de reciclaje de residuos

En cuanto a gestión de residuos se refiere en Otxandio cabe la peculiaridad de que éstos son gestionados por parte de Álava, a pesar de que el municipio se ubica en Vizcaya. Todos los residuos se trasladan a la provincia cercana para su posterior reciclado, los envases se llevan a la planta de clasificación de envases y la materia orgánica procedente de los contenedores de basura, se lleva a compostar a la planta de compostaje situada en el polígono industrial de Jundiz de la ciudad de Vitoria. Todos los rechazos (aquello que no es reciclable) se lleva al vertedero de Gardelegi (Vitoria).
También es apreciable como existe en el pueblo una separación de la fracción orgánica, una fracción que tiene dos métodos de gestión:
- A través de contenedores: estos son cubos de color marrón, van acompañados de un cartel informativo y se abren con llave. Suele ser un método utilizado por aquellas viviendas que no pueden generar abono propio en casa al no tener jardín particular.
- Composteras comunitarias: las composteras comunitarias son otra forma de gestionar los residuos orgánicos del municipio, los residuos se vierten al interior y la materia orgánica se descompone gracias a la acción de los descomponedores residentes en el suelo sobre el que se sitúa la compostera. Es apreciable que el número de estos lugares es bastante notorio en el pueblo, así como que hay presente una compostera cerca de algún punto de reciclaje de residuos.

## Historia
Ochandiano se fundó como una villa defensiva dentro de la Merindad de Durango en un emplazamiento estratégico, en el límite con el territorio alavés y al pie de la ruta que unía la meseta castellana con la costa cantábrica cruzando el puerto de Urquiola. Asociada a este concepto se tiene la primera mención escrita de la villa en el fuero de Durango, dado por Sancho IV de Navarra en 1155. Recibió la carta puebla entre los años 1236 y 1254. En 1304, Diego López V de Haro, señor de Vizcaya, confirmó los fueros de la villa en Marañón, acto que repitieron posteriormente el conde Tello en 1358, Juan II de Castilla en Tudela de Duero en 1440 y Enrique IV de Castilla en Medina del Campo el 20 de junio de 1456.
Ochandiano es una de las 14 villas que conformaban junto con la ciudad de Orduña y la Tierra Llana el Señorío de Vizcaya. Ostentaba el voto y el asiento número 20 en las Juntas de Guernica.
Las actividades económicas relacionadas con el comercio (arrieros, comerciantes...) así como las diferentes actividades artesanales, entre las que destaca la ferrería (con los famosos "clavas de Ochandiano"), y las agrícolas ganaderas conforman la economía de la villa.
Las guerras de bandos tuvieron repercusión en Ochandiano. Hay noticias de la batalla que libraron en 1295 por la posesión del señorío las tropas de Diego López de Haro contra las de Álvaro Díaz de los Cameros, unido al infante don Juan y a María Díaz de Haro. En 1355, siendo señor de Vizcaya el conde Tello, se enfrentaron en tierras de Ochandiano tropas al mando de Juan de Abendaño contra las de Pedro I de Castilla. Otras batallas se dieron en 1415, entre tropas de Abendaño y Juan Alonso de Múgica, y entre Gómez González de Butrón y Pedro de Abendaño (1437 y 1442).
La villa fue asiento de la nobleza del Señorío que se enfrentó por el control económico y abrió disputas entre la sociedad urbana y la nobleza rural entre los siglos XIV y XV.
En el siglo XV el municipio de Ochandiano se enfrentó judicialmente al alavés de Aramayona por el control de los terrenos conocidos como "El Limitado". El 2 de junio de 1457 se otorgó a Ochandiano el "el uso, disfrute y aprovechamiento de dicho territorio por siempre jamás, y ello, sin canon, censo ni pensión alguna a favor del Sr. De Aramayona" solventando el problema. Aun así, el conflicto por los pastos fue habitual durante los siglos XVI y XVII hasta que la villa entró a formar parte de la mancomunidad de pastos con el Valle de Aramayona, Dima, Ceánuri y Villarreal de Álava. Una vez finalizado el pleito de los pastos se abrió el de la explotación maderera en el terreno de "El Limitado", que fue resuelto a favor de Ochandiano el 16 de enero de 1663. La explotación maderera fue clave para el desarrollo económico de la villa al permitir la expansión de la ferrería y herrería que usaban la madera, convertida en carbón vegetal, como combustible.
La expansión económica basada en la manufactura del hierro se realizó durante el siglo XVIII y como consecuencia de la misma se dio un proceso de deforestación de los bosques de la zona.
Los conflictos bélicos del siglo XIX y los cambios tecnológicos que revolucionaron la metalurgia pusieron fin a la bonanza económica del hierro. Esto provocó el regreso a la actividad agraria y una migración de la población hacia otras villas y ciudades donde se estaba llevando a cabo la industrialización.
En 1860 se propone unir la villa con la capital alavesa mediante una vía férrea. Se pretendía fomentar la actividad industrial proporcionándole una buena vía de comunicación pero el proyecto no se llevó a cabo. Aun así la actividad industrial logró mantenerse en parte y en las primeras décadas del siglo XX incluso llegó a recuperarse.

### Guerra civil
Durante la guerra civil española de 1936 la villa se mantuvo fiel a la legalidad republicana. La vecina Álava se sumó al golpe de Estado quedando en manos de los sublevados. Siendo Ochandiano un paso estratégico, el 20 de julio llegan fuerzas de infantería y milicianos desde Bilbao al mando del capitán Santamaría que son reforzadas el día siguiente con más soldados mandados por el teniente coronel de infantería Joaquín Vidal Munárriz. Junto a Ochandiano se defiende el paso de Ubidea.
En Villarreal de Álava se establecen las fuerzas rebeldes a mando del coronel Ortiz de Zárate junto con fuerzas de la Guardia Civil bajo las órdenes de Mario Torres. Estas fuerzas están compuestas fundamentalmente por falangistas y requetés.
El 22 de julio, dos aviones Breguet XIX procedentes de la base militar de Recajo, en La Rioja, marcados con banderas de la república, bombardean la plaza de Andikona a las 9:30 de la mañana, en plena celebración de las fiestas de Santa María, causando 61 muertos entre la población civil y numerosos heridos. Las avionetas están pilotadas por Ángel Salas Larrazábal, de Orduña y José Muñoz Jiménez. A ambos fueron felicitados por el general Mola que calificó el hecho de “brava acción”. Salas llegó al grado de capitán general en el ejército español. Este está considerado como el primer bombardeo de la guerra civil.
La villa se mantuvo en manos republicanas hasta la primavera de 1937, cuando el general Mola activó al ofensiva del norte y las brigadas de requetés navarras avanzaron desde Villarreal de Álava y Valle de Léniz los días 1 y 2 de abril hacia la línea defensiva llamada «de Mekoleta», cuyos puntos principales eran Motxotegi, la cota 811 y Miruregaina. Ochandiano cayó el 4 de abril.
La actividad industrial se recuperó en los años setenta del siglo XX, creándose nuevas empresas e instalándose otras en especial dedicadas a la fabricación de bienes de equipo, aparatos de elevación y transformados metálicos.

### El Limitado
Los terrenos conocidos por el apelativo de "El Limitado" han sido históricamente disputados por el municipio de Ochandiano a Aramayona.
El Limitado, con una superficie de 600 ha, se ubica entre el núcleo de la villa de Ochandiano y el barrio de Aramayona, Olaeta, ya en Álava.
En 1457 Elvira de Leira, ejerciendo de señora de Aramayona en ausencia de su hijo, hace concesión del uso y disfrute de los terrenos de El Limitado a Ochandiano, cesión ratificada más tarde por su hijo Juan Alfonso de Múgica y Butrón. El documento de la señora de Aramayona dice: 

..en el dho nombre del dho Juan Alfonso otorgamos e conoscemos que desde agora en adelante para siempre jamás, damos e entregamos perpetuamente al Concejo de la villa de Ochandiano e a los vecinos e personas singulares del uso e fruto e aprovechamiento de todas o cualquier tierra o tierras e terrenos e frutos e frutales que llevan fruto y llevan e aguas corrientes e estantes e yerbas e pastos de herbajos e bellotas de robres e lio de hayas e de otro cualquier arbol de cualquier natura en estos linderos.

La cesión incorporaba un detallado límite del terreno, por lo que el mismo pasó a denominarse "El Limitado".
Aramayona reclamó en varias ocasiones el uso y disfrute de las tierras y ello dio lugar a multitud de conflictos entre ambas villas.
Desde 1754 se instauró la costumbre de la inspección de los mojones que, a su entender, definen los límites de este parte del municipio, algunos de los cuales, fuente de litigio y cercanos al municipio de Ochandiano, han desaparecido.
A finales del siglo XIX, ante la pervivencia del conflicto, las Diputaciones Forales de Álava y Vizcaya, con el acuerdo de los ayuntamientos, encargaron un arbitraje a la Diputación de Guipúzcoa que resolvió a favor de Álava, decisión que no aceptó Vizcaya.
A finales del siglo XX se acude al Ararteko (defensor del pueblo vasco) para la resolución del histórico conflicto. Este resolvió dividir el territorio entre Aramayona y Ochandiano, pero su decisión tampoco fue aceptada y el conflicto permanece.
Ochandiano mantiene en ese terreno las instalaciones de las escuelas, las piscinas y el polideportivo municipal, todas ellas integradas en el núcleo urbano.

### La industria del hierro
Plinio el Viejo ya dio noticias de la riqueza en hierro de la costa cantábrica de la península ibérica. Las minas de Oyarzun y el puerto de Easo son ejemplos de la importancia del hierro vasco en tiempos del Imperio Romano. La abundancia del mineral y los recursos, carbón vegetal y fuerza hidráulica, para poder obtener el hierro permitieron una expansión de esta industria que se basaba en las ferrerías y su posterior elaboración en la herrerías. Con las nuevas formas de obtención del hierro, mediante altos hornos, esta industria tradicional entró en crisis en el siglo XIX.
La ubicación de la villa de Ochandiano, junto a un río, el Urkiola, mantenido por un buen régimen de lluvias y a una amplia zona de bosques de hayas y otras especies de las cuales se obtiene un buen carbón vegetal, dio origen, ya en la Edad Media a una importante industria ferrona. Sin olvidad se ubicación en medio de una importante ruta de comunicación.
La industria del hierro de Ochandiano no se paraba en la obtención del mismo a partir del mineral en las ferrerías, sino que avanzaba en su elaboración en diferentes útiles en las herrerías donde se elaboraban diferentes productos, principalmente clavos y herraduras.
La expansión del uso de hierro produjo un aumento del precio del mismo en el siglo XVII que favoreció la multiplicación de ferrerías y fraguas durante todo el siglo XVIII llegando, en la mitad del mismo, a 80 fraguas para la elaboración de herraduras y clavos, y dos de cerrajería. La industria estuvo ligada a las familias nobles de la villa.
En el siglo XIX se comienza la producción de hierro mediante otros métodos y esto hace que las ferrerías vayan desapareciendo. En principio la producción de producto terminados, que era la principal del municipio, resistió el embate, pero en la década de los sesenta del siglo XIX comienzan a cerrarse las fraguas de Ochandiano al no poder hacer frente a las producciones realizadas con las nuevas tecnologías metalúrgicas. Esto dio lugar a la pérdida en gran medida de esta actividad industrial. Junto a esto el hecho de la implantación del ferrocarril y la mejora de las comunicaciones por carretera hicieron que la ruta de Urkiola perdiera importancia.
La actividad industrial se mantuvo gracias a la creación de alguna industria de manufacturación como Maidagán-Ocerín y Cía. o las fábricas de Remigio López de Heredia y de Juan Ignacio Vicinay. En la segunda mitad del siglo XX se recupera en gran medida ala actividad industrial.

## Demografía
Ochandiano cuenta con una población de 1357 habitantes (INE 2024).
| Gráfica de evolución demográfica de Ochandiano entre 1842 y 2021 |
| |
| Población de derecho según los censos de población del INE Población de hecho según los censos de población del INEEn estos censos se denominaba Ochandiano: 1842, 1857, 1860, 1877, 1887, 1897, 1900, 1910, 1920, 1930, 1940, 1950, 1960, 1970 y 1981 |

## Símbolos
El escudo de armas de la villa de Ochandiano representa una escena donde un lobo se lleva a un niño. Tras el lobo va una mujer y un caballero en caballo con una lanza.
El motivo de la escena que se representa en el escudo ha sido utilizado para justificar la etimología del topónimo. Lobo en euskera de dice "otso" y grande se dice "andi" pudiendo ser "otsa andi ano" (ano terminación latina que indica propiedad) el origen del nombre.

## Administración y política
| Partido político                                              | 2015  | 2015       | 2011  | 2011       | 2007  | 2007       | 2003        | 2003        | 1999    | 1999       | 1995  | 1995       |
| Partido político                                              | %     | Concejales | %     | Concejales | %     | Concejales | %           | Concejales  | %       | Concejales | %     | Concejales |
| Euskal Herria Bildu (EH Bildu)-Bildu                          | 59,62 | 6          | 66,33 | 7          | —     | —          | —           | —           | —       | —          | —     | —          |
| Euzko Alderdi Jeltzalea-Partido Nacionalista Vasco (EAJ-PNV)  | 36,74 | 3          | 27,83 | 2          | 33,00 | 3          | 46,99       | 4           | 52,92   | 5          | 54,84 | 5          |
| Partido Socialista de Euskadi-Euskadiko Ezkerra (PSE-EE PSOE) | 1,08  | 0          | 1,14  | 0          | 1,12  | 0          | 0,42        | 0           | —       | —          | —     | —          |
| Partido Popular del País Vasco (PP)                           | 0,81  | 0          | 1,91  | 0          | 1,37  | 0          | 1,96        | 0           | 4,41    | 0          | —     | —          |
| Agrupación Electoral Batia (AEB)                              | —     | —          | —     | —          | 62,27 | 6          | 47,13       | 5           | —       | —          | —     | —          |
| Ezker Batua-Berdeak (EB-B)                                    | —     | —          | —     | —          | 1,12  | 0          | —           | —           | —       | —          | —     | —          |
| Eusko Abertzale Ekintza-Acción Nacionalista Vasca (EAE-ANV)   | —     | —          | —     | —          | 0,00  | 0          | —           | —           | —       | —          | —     | —          |
| Euskal Herritarrok (EH)-Herri Batasuna (HB)                   | —     | —          | —     | —          | —     | —          | Ilegalizado | Ilegalizado | 40,97   | 4          | 29,47 | 3          |
| Eusko Alkartasuna (EA)                                        | —     | —          | —     | —          | —     | —          | Con PNV     | Con PNV     | Con PNV | Con PNV    | 13,93 | 1          |

## Economía
Las actividades económicas de los pobladores de Ochandiano han estado ligadas al sector primario y al de la industria, en concreto del hierro y de la manufactura metálica.
El sector primario la riqueza de la tierra por la abundancia de lluvias hace que desde tiempos inmemoriales los habitantes de Ochandiano se hayan dedicado en parte a la agricultura, aunque esta haya sido de subsistencia, y a la ganadería, manteniendo en las cercanas campas de Urkiola los rebaños de ovejas y dejando caballos y vacas pastar en ellos. La explotación maderera ha sido, y es, una de las actividades importantes de este sector, aunque en un tiempo estuvo ligada a la producción de carbón vegetal y la industria ferrona.
El sector secundario La tradición ferrona de la villa de Ochandiano es muy extensa. La ubicación de la villa en un lugar con abundantes bosques y fuerza hidráulica para mover los artilugios de las ferrerías así como el estar a pie de una importante vía de comunicación cercana a los yacimientos de hierro de Vizcaya hicieron que la obtención y el trabajo del hierro fueran el motor económico del municipio hasta bien entrado el siglo XIX cuando las nuevas tecnologías metalúrgicas relegaron las ferrerías al olvido.
El resurgimiento industrial de mediados del siglo XX llevó a la villa de nuevo a la actividad que nunca le fue extraña, siendo la actividad de la transformación y manufactura de la metálica, la principal actividad económica.
El sector servicios históricamente el sector de los servicios ha estado ligado en Ochandiano al hecho de que la villa se encontrara situada al pie de una importante ruta de comercio. Cuando esta decayó los servicios se limitaron a los habitantes de Ochandiano siendo estos muy limitados.
La cercanía de la villa con la capital alavesa, dista poco más de 25 km de Vitoria, hace que la mayoría de los servicios se presten en la misma, quedando solo los básicos en el municipio.
El sector hostelero, con un buen número de restaurantes y algunos alojamientos rurales, está asentado en la riqueza natural que rodea el municipio, muy cercano a los parques naturales de Urkiola y Gorbea.

## Cultura

### Patrimonio
En el patrimonio monumental de Ochandiano es rico en casas palacios blasonadas, palacios rurales de porte impresionante y con importantes fachadas como la del edificio número 6 de la calle Hospital o las casas de la calle Atekale, además de las ermitas de San Martín, la Nuestra Señora de los Remedios y la de San Roque, la de San Bernabé, por la cual se hace una de las fiestas del municipio, está desaparecida. También hay que destacar la cruz de término denominada Cruz de Urigoiena.
- La iglesia parroquial de Santa Marina: Sobre un templo anterior en el siglo XVI se levanta un nuevo edificio de estilo renacentista. La nave, de tipo basilical, está cubierta por bóvedas de crucería. Tiene dos capillas en sus primer tramo significando los brazos del crucero. Se accede por dos puertas de estilo gótico, posiblemente provenientes del edificio anterior, las cuales lucen sendos cordones en piedra que forman una cruz en el clave del arco. El templo se completa con dos naves laterales y la sacristía de estilo neoclásico. En el siglo XVIII se le añade la torre campanario de estilo barroco diseñada por Francisco Gogeascoa, con posible traza de Ignacio Ibero, costeada con dinero procedente de América. Tiene una amplia base cuadrada con arcos ovijales con varios pisos. En una pequeña hornacina situada sobre uno de los arcos está la imagen de Santa Marina. Pertenece también a esta iglesia un curioso sagrario de plata en forma de pelícano, traído de Perú en 1766; se exhibe en el Museo de Arte Sacro de Bilbao y en 2021 se ha incluido en la exposición Tornaviaje del Museo del Prado de Madrid.

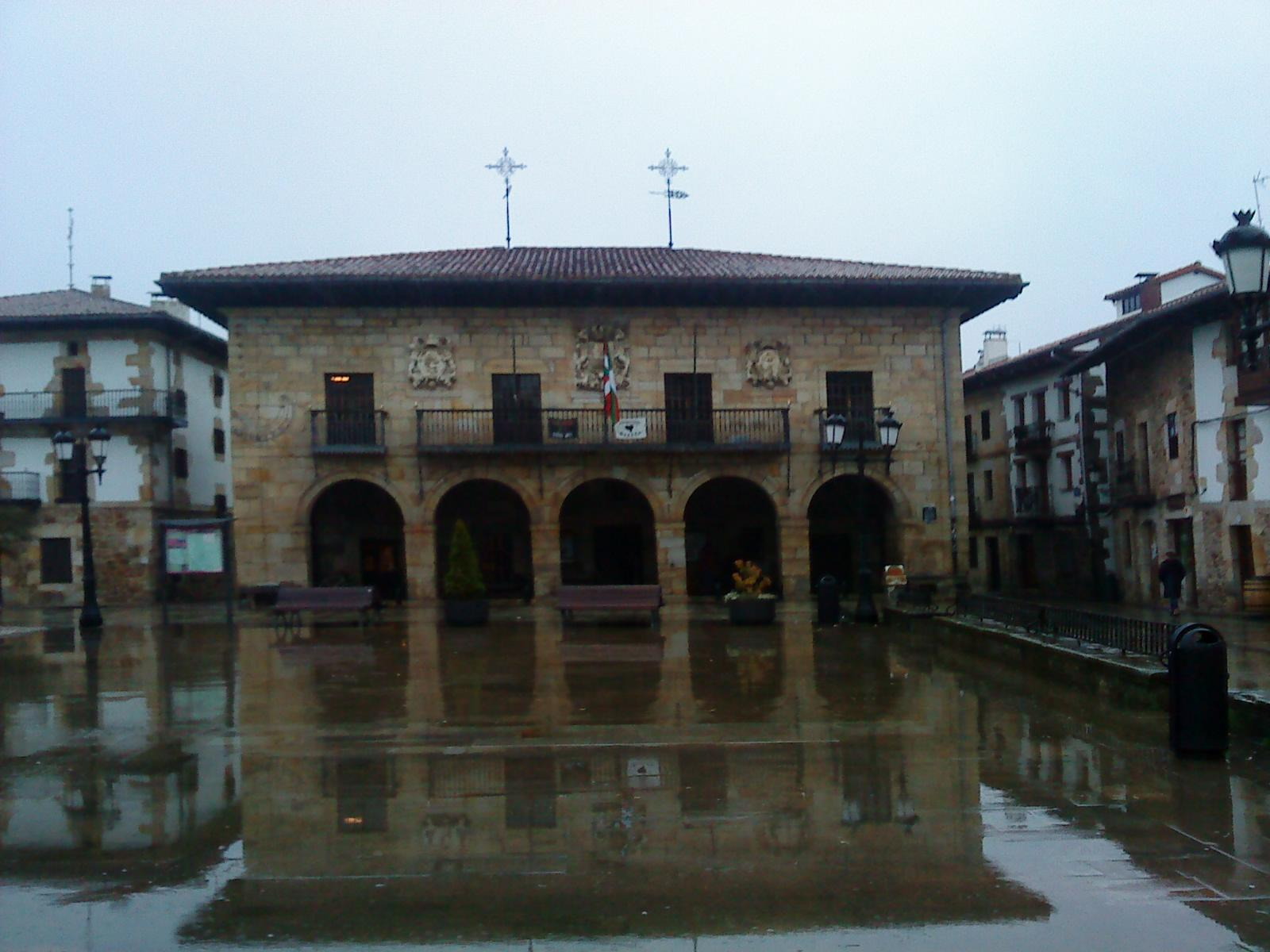
Casa consistorial

- Casa consistorial: Situada a en el lado norte de la plaza se alza la casa consistorial de estilo barroco con planta cuadra de dos pisos construida en 1733. Com amplios soportales luce en su fachada principal luce tres escudos, el de Vizcaya, el de Castilla de los Austrias y el del municipio. Los escudos son obra de Jerónimo Liermo. En el ángulo izquierdo de la fachada principal hay un gran reloj de sol con a leyenda latina: Dies nostra sicut umbra traseunt ('nuestros días pasan como la sombra').

- Antiguo hospital: Construido en 1722 por orden de Domingo de Zaldívar ostenta en su fachada un gran escudo de armas.

- Bolera: Una curiosa edificación de estilo neoclásico construida en 1861 aprovecha el desnivel existente dando cobijo, en el piso bajo, a la bolera (actualmente sala de exposiciones) y sobre la misma, a la altura de la plaza cerrado esta por su lado este, alberga un amplio espacio cubierto y protegido destinado al ocio en los días de mal tiempo. La sala de la bolera está mantenida por 12 columnas clásicas mientras que superior ostenta 6.

- Ermita de San Martín: Situada en el barrio de Zelaieta es un pequeño templo de estilo gótico construido entre los siglos XV y XVI. Su ubicación, al pie del antiguo camino a Urkiola, en medio de un bosque de hayas le da una singular belleza.

### Fiestas
Las fiestas patronales de Ochandiano se celebran el 18 de julio en honor de Santa Marina. El 11 de junio se celebra en el barrio de Mekoleta las fiestas de San Bernabé. El tercer domingo de septiembre se realiza la llamada basabisita que data del siglo XVIII y es resultado de los conflictos que la villa viene manteniendo con Aramayona por el paraje conocido como El Limitado. Se trata de una visita a los mojones que marcan el límite del término municipal.